# Stefan Urbanowicz
Stefan Urbanowicz (ur. w 1891 w Warszawie, zm. 4 lipca 1940 w Sachsenhausen (KL)) – polski adwokat, urzędnik państwowy, obrońca w procesie brzeskim.

## Życiorys
Urodził się w 1891 w Warszawie jako syn Józefa i Anieli ze Strumfeldów. Gimnazjum Chrzanowskiego ukończył w rodzinnym mieście, zaś studia prawnicze w Moskwie.
Był pracownikiem Biura Komisji Sejmowo-Konstytucyjnej Tymczasowej Rady Stanu.
W 1922 był dyrektorem Departamentu Bezpieczeństwa w Ministerstwie Spraw Wewnętrznych. Po zamachu na Prezydenta Gabriela Narutowicza cały departament został zdymisjonowany. Na listę adwokatów wpisał się w 1923 i rozpoczął karierę jako adwokat. 6 września 1930 został członkiem Państwowej Komisji Wyborczej z ramienia Piasta przed wyborami parlamentarnymi w 1930. Podczas procesu brzeskiego podjął się obrony Władysława Kiernika a także Wincentego Witosa. Od kwietnia 1937 do czerwca 1938 był Dziekanem Warszawskiej Izby Adwokackiej (Rady Adwokackiej). W latach 1937–1938 był też redaktorem naczelnym pisma adwokatury polskiej „Palestry”. Ponadto, był członkiem Komitetu Redakcyjnego czasopisma „Orzecznictwo Sądów Najwyższych w sprawach podatkowych i administracyjnych”. Działał też w Stowarzyszeniu Prawników Polskich”. Pisywał do „Palestry”. Na początku wojny został aresztowany przez Gestapo, osadzony w Pawiaku, ostatecznie 3 maja 1940 wywieziony do obozu koncentracyjnego w Sachsenhausen (KL), gdzie zmarł 4 lipca 1940.
Po przejściu na kalwinizm, rozwodzie z pierwszą żoną (w 1918) w 1921 w warszawskim kościele ewangelicko-reformowanym poślubił Anielę Urbanowicz z d. Reicher. Mieli dwie córki.